# نکونام
نکونام یک نام خانوادگی است. بعضی افراد با این نام:
- جواد نکونام، بازیکن سابق تیم ملی فوتبال ایران
- محمدعلی نکونام، امام جمعه شهرکرد
- محمدرضا نکونام، مجتهد شیعه
- علی نکونام گلپایگانی، روحانی ایرانی و عضو جامعه مدرسین حوزه علمیه قم
- محمدابراهیم نکونام، نماینده سابق مجلس شورای اسلامی از گلپایگان و خوانسار